# Chiếm lấy Phố Wall
Occupy Wall Street (Hãy chiếm lấy Phố Wall) là một cuộc biểu tình bắt đầu diễn ra ngày 17 tháng 9 năm 2011 tại Thành phố New York. Nhóm chống chủ nghĩa tiêu thụ Adbusters Canada ban đầu kêu gọi phản đối và lấy cảm hứng từ phong trào Mùa xuân Ả Rập, đặc biệt là các cuộc biểu tình Quảng trường Tahrir ở Cairo mà bắt đầu cuộc Cách mạng Ai Cập 2011.
Mục đích của cuộc biểu tình là để bắt đầu chiếm đóng lâu dài Phố Wall, khu tài chính của Thành phố New York, lên án giới ngân hàng, thủ phạm của cuộc khủng hoảng tài chính 2009. Phong trào này đã kêu gọi 20.000 người đến tập hợp để tràn ngập vào khu vực Hạ Manhattan vào ngày 17 tháng 9 năm 2011.
Hàng nghìn người biểu tình hàng ngày tại khu phố thương mại của New York. Những người biểu tình có mặt đông đảo trên quảng trường Liberty Plaza (Liberty Plaza Park). Người biểu tình Mỹ không đòi dân chủ, mà yêu cầu nhiều công bằng xã hội hơn. Đối tượng phản đối của họ là sự hung hãn và tham lam của giới tài chính, ảnh hưởng của giới tài chính lên nền chính trị Hoa Kỳ, ảnh hưởng của tiền và các tập đoàn đối với chế dân chủ, và một tác động trở lại về pháp lý và chính trị cho cuộc khủng hoảng tài chính toàn cầu. Những người tổ chức có ý định chiếm đóng Phố Wall sẽ kéo dài đến khi yêu cầu của họ đạt được. Các yêu cầu cụ thể đang trong quá trình triển khai.
Trên các biểu ngữ, có thể đọc thấy hàng chữ: "Tất cả các chủ ngân hàng đều là phát xít".
Có 1.500 người, trong đó có thanh niên và thành viên công đoàn tham gia biểu tình ngày 1 tháng 10. Khoảng 700 người biểu tình chống Phố Wall đã bị cảnh sát bắt giữ, giữa lúc họ đang chuẩn bị tuần hành qua cầu Brooklyn ở New York. Tuy nhiên, cảnh sát đã thả hầu hết số này một ngày sau đó.
Vào ngày 1 tháng 10, các cuộc biểu tình tương tự đã được tổ chức tại Los Angeles, San Francisco, Boston, Chicago, Albuquerque, Tampa, Charlotte, Seattle, Denver, và Portland, Maine.